# Maracatumba... ma non è una rumba
Maracatumba... ma non è una rumba è un film italiano del 1949, diretto da Edmondo Lozzi e interpretato da Renato Rascel. Inizialmente intitolato Duello all'ombra e diretto da Gaetano Amata, venne ritirato dalla produzione e modificato due anni dopo col nuovo titolo da Enzo Trapani, che venne respinto dalla censura. Dopo ampie modifiche, il film fu proiettato nel novembre 1951.

## Trama
Un modesto ragioniere, Filippo De Bellis, s'innamora di Ester, ballerina di un varietà teatrale intitolato "Marakatumba", incontrata in un ristorante durante la pausa pranzo lavorativa. Viene rapito da Silvio e Corinna Auselli, padre e figlia, proprietari di una fattoria dove viene a sapere che un vecchio zio, da lui mai visto o conosciuto e ridotto a letto per una malattia, facendo testamento lo ha nominato erede di una grande fortuna. C'è però una condizione: Filippo deve sposare l'affascinante Corinna, la quale tenta in ogni modo di sedurlo per comprometterlo e costringerlo al matrimonio in modo che lei stessa entri in possesso dell'eredità.
Ma quando giunge in città la compagnia di varietà dove si esibisce Ester, Filippo per incontrarla e dichiararsi decide di esibirsi con alcuni suoi numeri tra un siparietto e l'altro, ottenendo un tale successo da convincerlo a proseguire la carriera artistica seguendo Ester in tournée, scritturato dall'impresario Miguel Martinez. Ma Corinna, scoperti i suoi piani, dapprima gli fa sottoscrivere una dichiarazione di intenti davanti a testimoni, poi sorprende Filippo con Ester in aperta campagna durante una battuta di caccia e, rosa dalla gelosia, li prende a fucilate. Ma Ester non demorde e risponde colpo su colpo tanto da costringerla ad arrendersi. Alla fine Filippo sposerà Ester.

## Produzione
Il film ebbe una travagliata storia, produttiva e censoria. Inizialmente la pellicola si intitolava Duello all'ombra ed era diretta da Gaetano Amata, autore anche del soggetto e della sceneggiatura, e dopo aver ottenuto il primo nulla osta – n. 7.278 del 14 febbraio 1950 per una lunghezza di 2.287 metri, dove si esprime parere favorevole alla programmazione in pubblico – la società di produzione richiese l'annullamento del visto originario per approntare una nuova edizione del film, con la regia di Enzo Trapani, le cui riprese iniziarono nel giugno del 1951 con un budget di 68.500.000 di lire con aggiunti 8.000.000 recuperati dal film precedente, ma che fu respinta dalla commissione il 4 settembre 1951 perché ritenuta offensiva del sentimento religioso.
Nella versione della trama respinta, infatti, Filippo, dopo essere stato compromesso e aver ricevuto l'ordine di riparare, sposando Corinna, fugge con Ester ma Corinna lo insegue e lo uccide a fucilate. Filippo, ritrovatosi all'altro mondo, viene interrogato dal capo dell'Ufficio Animagrafico: dai documenti in loro possesso egli non risulterebbe deceduto e, al termine dell'inquisitoria, Filippo viene inviato sulla terra alla ricerca della sua anima, ritrovata la quale potrà tornare in vita. Ma ha soltanto tre giorni di tempo, e deve assumere un'identità fittizia: quella di Mandrague (chiara parodia di Mandrake), il quale accompagnato dal servo di colore Lothar, ricerca la sua anima in ogni dove, nelle strade, nei locali di varietà e a Cinecittà, avvalendosi di una parola magica, "Marakatumba", che pronunciata con gesti speciali delle mani gli conferirà qualsiasi potere, compreso quello dell'invisibilità.
Dopo avventure di ogni genere, e non riuscendo nell'intento, alla scadenza del terzo giorno Filippo viene trasformato in un cane, scoprendo che la sua anima si trovava nell'animale: quando però viene sorpreso dall'accalappiacani il capo dell'Ufficio Animagrafico mobilita gli angeli custodi i quali, trasformati a loro volta in cani, invadono il canile liberando l'anima di Filippo che può ritornare in vita nelle sue precedenti sembianze umane e riunirsi ad Ester.
Il 5 settembre 1951 la General Film e la Herald Pictures presentarono ricorso contro la decisione e, dopo modifiche sostanziali, conservando alcune sequenze della prima versione di Gaetano Amata, eliminando totalmente le sequenze dell'aldilà dirette da Enzo Trapani e il ruolo di Ada Colangeli, che nel film interpreta la domestica del conte Pirri, nella nuova edizione cambiato in uno zio non nominato, e girando nuove scene sotto la direzione di Edmondo Lozzi, il film ottenne il visto di censura n. 10.496 del 30 ottobre 1951 con un metraggio di 2.280 metri. Nella versione definitiva del film la regìa è attribuita soltanto ad Edmondo Lozzi, non nominando i due registi delle versioni precedenti, Gaetano Amata ed Enzo Trapani.

## Colonna sonora
Nella colonna sonora si eseguono i seguenti brani:
- Nella vecchia fattoria, cantata dal Quartetto Cetra;
- Sono solo e Il gaucho, composte e cantate da Renato Rascel;
- Il bacio di una negra, cantata da Giulio Marchetti;
- You for Me, cantata da Amru Sani.

## Home video
La versione definitiva del film è stata pubblicata su DVD nel 2003 dall'Istituto Luce.

## Altri tecnici
- Arredatore: Elso Valentini